# Nikolái Vlásov
Nikolái Ivánovich Vlásov (en ruso: Николай Иванович Власов; Petrogrado, Imperio ruso, 29 de octubrejul./ 11 de noviembre de 1916greg. – campo de concentración de Mauthausen, Alemania nazi, 26 de enero de 1945) fue un as de la aviación, teniente coronel (Podpolkovnik) de la Fuerza Aérea Soviética y Héroe de la Unión Soviética. El 29 de julio de 1943, su caza Yak-1 fue derribado sobre Leningrado por fuego antiaéreo desde tierra. Después de ser tomado cautivo, dirigió los esfuerzos de resistencia clandestina en los diversos campos de concentración en los que estuvo retenido y logró hacer múltiples intentos de fuga. Después de un intento de fuga, lo enviaron al campo de exterminio de Mauthausen, donde hizo los preparativos para un levantamiento de prisioneros. Sin embargo, no vivió para participar en la revuelta de la prisión, ya que había sido traicionado por otro preso y mantenido bajo la estrecha vigilancia de las Schutzstaffel. 
Después de ser torturado por las SS, fue arrojado vivo a un horno crematorio el 26 de enero de 1945 cuando las tropas aliadas se acercaban a la zona. Varios de sus compañeros de prisión continuaron con el levantamiento después de su muerte, por lo que el 3 de febrero de 1945 aproximadamente 500 prisioneros de su barracón rompieron una cerca y escaparon.

## Biografía

### Infancia y juventud
Nikolái Vlásov nació el 11 de noviembre de 1916 en Petrogrado entonces parte del Imperio ruso, en el seno de una familia trabajadora de origen ruso. Después de completar siete grados de la escuela secundaria, trabajó como mecánico en una fábrica y como secretario del comité de Komsomol en la fábrica en la que trabajaba, hasta que se unió al Ejército Rojo en 1934. Después de completar cursos de vuelo en una escuela de aviación militar, se calificó como instructor de vuelo en 1936 antes, en 1939, se había unido al Partido Comunista de la Unión Soviética.

### Segunda Guerra Mundial
Vlásov estuvo activo en la defensa de la Unión Soviética después del primer día de la Operación Barbarroja como comandante de escuadrón de un regimiento de aviación de combate en el Frente Occidental. En agosto de 1941 realizó una embestida aérea después de que los cañones de su avión se atascaran mientras intentaba interceptar un avión de reconocimiento alemán. La embestida fue exitosa y el avión alemán fue destruido, pero Vlasov resultó gravemente herido al tratar de saltar del avión. Sus heridas lo dejaron sin poder volar durante un año y requirieron una estancia prolongada en el hospital. Una vez que fue dado de alta, pasó su tiempo entrenando a jóvenes pilotos de combate. Finalmente, en junio de 1942, se le permitió volver a volar, pero en lugar de volar un caza, comenzó volando un bombardero nocturno Po-2. En una misión, tuvo la tarea de aterrizar su avión cerca de las líneas enemigas para transportar a un piloto herido, el héroe de la Unión Soviética Filipp Demchenkov, a un lugar seguro. Vlasov llevó a cabo con éxito la misión bajo un intenso fuego enemigo; después de hacer 220 salidas de combate, participando en veintisiete combates aéreos y derribando diez aviones enemigos, recibió el título de Héroe de la Unión Soviética el 23 de noviembre de 1942. Viajó al Kremlin para recibir el premio.

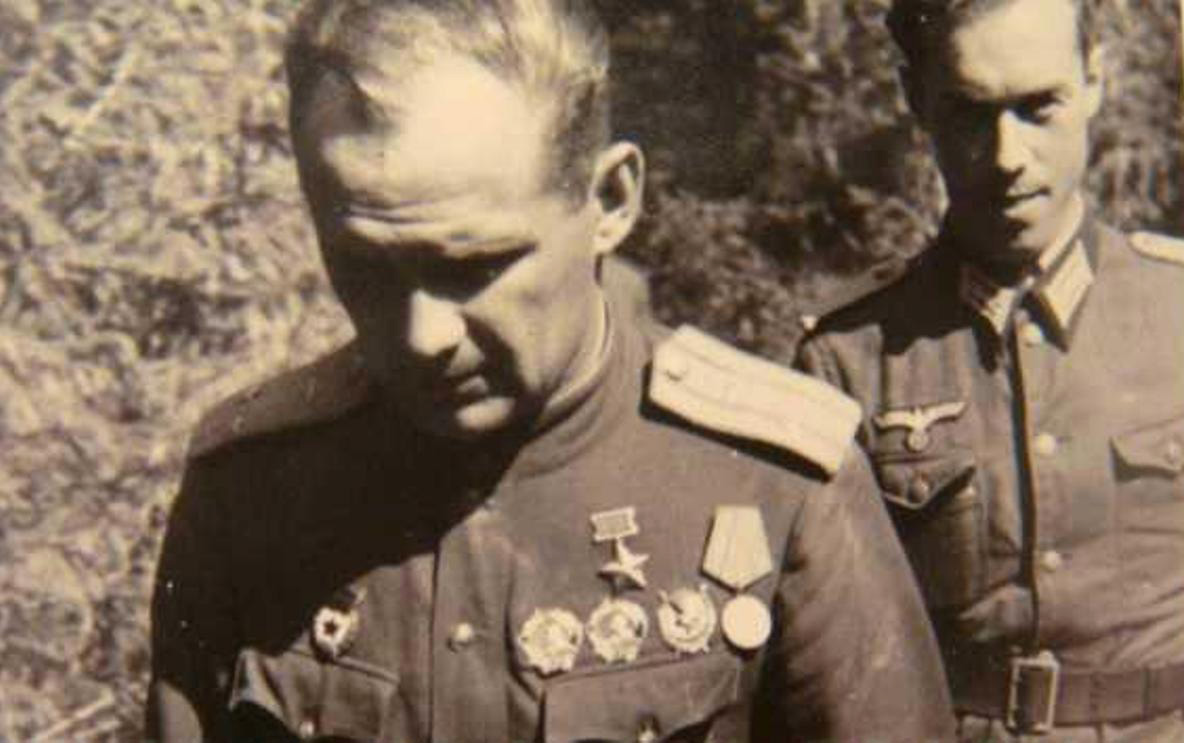
Una fotografía de Nikolái Vlásov en cautiverio en 1943. Obsérvese que los nazis le han permitido conservar todas sus medallas, algo absolutamente inusual.

En la mañana del 29 de julio de 1943, el enemigo derribó el Yak-1 de Vlásov con fuego de artillería antiaérea sobre Leningrado. Vlasov salió disparado de su avión cuando se estrelló contra el suelo; sobrevivió, pero debido a sus graves heridas estaba inconsciente cuando las tropas alemanas lo encontraron. Al despertar en cautiverio estaba muy confundido, pero como no le habían quitado las medallas pensó que no era un cautivo y trató de caminar unos metros, solo para ser detenido por los guardias. Después de que los nazis no lograran que cooperara con ellos, lo subieron a un tren de carga y lo enviaron a un campo de concentración cerca de la ciudad de Lodz en la Polonia ocupada por los nazis.
En la primavera de 1944 hizo su primer intento de fuga, pero fracasó y fue trasladado a la fortaleza-prisión de Wurzburgo (Alemania). No queriendo que los alemanes le quitaran su preciada medalla de Estrella de Oro de Héroe de la Unión Soviética si algo le sucedía, Vlásov entregó la medalla a otro prisionero para que se aferrara a él: el general Mijaíl Lukin, quien había perdido una pierna en la guerra; Lukin escondió la medalla cosiéndosela en el cinturón. Luego, Vlásov desarrolló un segundo intento de fuga, en el que fingió estar enfermo y luego trató de salir por la ventana de un hospital, pero después de ser atrapado fue enviado al campo de concentración de Mauthausen-Gusen (Austria). Posteriormente, intentó organizar un levantamiento de prisioneros al acercarse las tropas soviéticas, pero después de que un miembro de su círculo íntimo lo traicionara a las SS, fue torturado y quemado vivo en un horno crematorio el 26 de enero de 1945. A pesar de su muerte, el levantamiento tuvo lugar el 3 de febrero de 1945, y un grupo de aproximadamente 500 prisioneros arrolló una parte de la valla y escapó del campo.

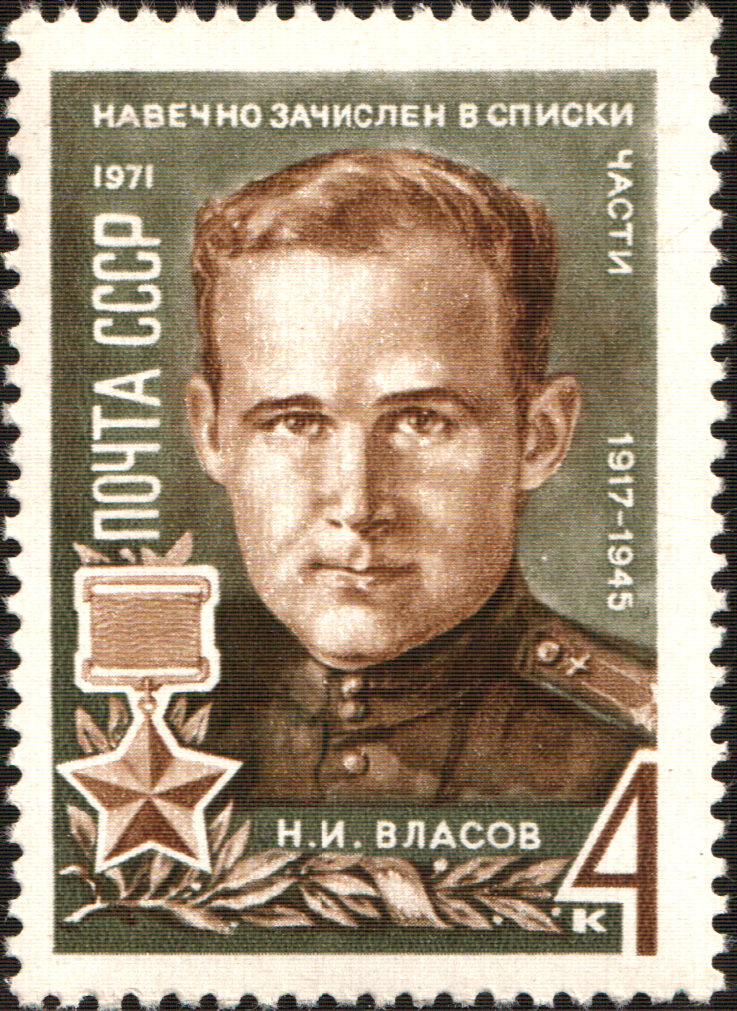
Sello de correos soviético de 1971 en honor al Héroe de la Unión Soviética Nikolái Vlásov

## Conmemoración
A diferencia de muchos prisioneros de guerra soviéticos, Vlásov siguió siendo elogiado por el ejército soviético por su lealtad y coraje en la guerra. Después de su brutal muerte, no fue reprimido póstumamente por el acto de ser capturado, sino que fue aclamado como un héroe y un modelo a seguir para otros miembros del personal de las Fuerzas Armadas Soviéticas por su negativa a cambiar lealtades o actuar en contra de su juramento militar. En 1971, su retrato apareció en un sello postal soviético (derecha), además varias calles de la Unión Soviética fueron nombradas en su memoria y se dedicaron monumentos en su honor.

## Condecoraciones
A lo largo de su carrera militar Vlásov recibió las siguientes condecoraciones soviéticas:
|  | Héroe de la Unión Soviética (N.º 751; 23 de noviembre de 1941) |
|  | Orden de Lenin, dos veces (23 de noviembre de 1941, ?)         |
|  | Orden de la Bandera Roja                                       |
|  | Medalla por la Defensa de Stalingrado (1942)                   |